# Rick Okon
Rick Okon (Schwedt , Brandenburgo, 13 de abril de 1989) es un actor alemán. Ha interpretado diversos papeles para el cine y la televisión, uno de los más conocidos es el de capitán Klaus Hoffmann en la serie de televisión Das Boot (El submarino) estrenada en 2018.

## Biografía
Realizó su debut como actor en la serie policíaca Großstadtrevier (2006) dirigida por Jürgen Roland. Posteriormente participó en diferentes series para televisión de Alemania, entre ellas Unter anderen Umständen, Ki.Ka-Krimi.de y Einsatz en Hamburgo. En 2011 fue uno de los intérpretes principales del largometraje Romeos, dirigido por Sabine Bernardi y presentado en el Festival Internacional de Cine de Berlín.
En la serie alemana Das Boot (El submarino), estrenada en 2018 y dirigida por Andreas Prochaska representa el papel de Klaus Hoffmann, capitán de un submarino alemán en misión de combate. Está basada en la novela del mismo nombre escrita por Lothar-Günther Buchheim, periodista que trabajó como corresponsal del III Reich y resumió en esta obra sus vivencias a bordo de los submarinos alemanes durante la Segunda Guerra Mundial.

## Filmografía
- Rock It!, dirigida por Mike Marzuk (2010)
- Romeos, dirigida por Sabine Bernardi (2011). Narra la historia de Lukas que tiene 20 años y es seleccionado para un servicio comunitario. Debido a su condición de transgénero es rechazado por su familia, pero se enamora de Fabio de origen italiano.
- Die Unsichtbaren (Los invisibles), dirigida por Claus Räfle (2017). Narra la historia de cuatro judíos que logran sobrevivir al Tercer Reich en Berlín y se convierten en los llamados "invisibles".